# Customer insight
Customer insight có nghĩa là “Những suy nghĩ, mong muốn ẩn giấu sâu bên trong ảnh hưởng đến hành vi và quyết định mua hàng của khách hàng
Một sự thật về khách hàng dựa trên hành vi, kinh nghiệm, niềm tin, nhu cầu và mong muốn của họ; Customer Insight là sự ngụ ý ngầm hiểu bên sâu trong khách hàng và điều đó thôi thúc họ hành động và mua hàng, và quan trọng nhất là tại sao họ lại cảm thấy như vậy, hiểu được nhu cầu và mong muốn của khách hàng mà doanh nghiệp có thể triển khai nhiều chiến lược để cải thiện hiệu quả cách một công ty giao tiếp với khách hàng cũng như chất lượng sản phẩm, dịch vụ và tăng doanh thu bán hàng để cả doanh nghiệp, khách hàng đều có lợi.
Tuy nhiên, đây là một điều không hề dễ dàng, trên thực tế có nhiều Marketer nhầm lẫn giữa Insight với các khái niệm bề nổi như information hay observation.

## Đặc tính của Customer Insight
Theo Paul Laughlin (2014), ông chỉ ra rằng các nhà khoa học đều nhìn nhận customer insight có các đặc tính dưới đây :
- Không phải là sự thật hiển nhiên. Vì nếu điều đó là hiển nhiên thì nó đã không thể được gọi là sự thật ngầm hiểu.
- Không chỉ dựa trên một loại data. Sự phân tích hành vi cần kết hợp nhiều nguồn, nhiều chỉ số, nhiều dữ liệu, nhiều thể loại thì mới có thể tạo ra các insight chính xác. Bởi vậy, việc kết hợp nhiều chỉ số sẽ giúp bạn tìm ra insight chính xác và sâu sắc hơn"
- Dựa trên insight đó có thể đưa ra được hành động thực tế. Tức là insight đó chỉ có ý nghĩa khi giúp doanh nghiệp giải quyết được bài toán kinh doanh. Nếu chỉ có thể là lý thuyết mà không áp dụng hay kiểm chứng được thì cũng không phải là insight. Nhận định rút ra không thể chuyển đổi được thành một hành động cụ thể và thực tế (khoan nói tới chuyện tốt hay không tốt) thì không gọi là insight được, mà cuối cùng chỉ là nhận định và suy nghĩ.
- Hành động kể trên nếu được thực hiện thì phải có khả năng thuyết phục được khách hàng thay đổi hành vi của họ.
- Sự thay đổi về hành vi phải mang lại lợi ích cho cả hai bên: thương hiệu và khách hàng.

Như vậy, mỗi khách hàng sẽ có những suy nghĩ và hành vi rất riêng và chúng ta cần phải nhìn thấy mọi thứ xa hơn từ chính những data hoặc con số. Chúng ta cũng cần hiểu rằng insight khách hàng sẽ thay đổi theo thời gian, theo xu hướng, theo công nghệ, theo thời điểm, theo mùa, theo tuổi tác và rất nhiều yếu tố khác nữa. Nếu như chỉ phân tích và đánh giá dựa trên các hành vi cũ thì sẽ không làm sáng tỏ thêm điều gì mới mẻ về việc thấu hiểu khách hàng thì dần dần các insight mà bạn có về khách hàng sẽ bị cũ kỹ và không còn chính xác nữa.

## Xây dựng Customer Insight
Quá trình này gồm 3 bước :

### Thu thập data
Data để thu thập đến từ rất nhiều nguồn, Nó là những con số, những thông tin hữu ích thực sự có thể được thu thập bởi tất cả các bộ phận của một doanh nghiệp – các đầu mối tiếp xúc với khách hàng hiện tại và khách hàng tiềm năng. Dưới đây là một số nguồn tiêu biểu:
- Tập hợp tất cả các dữ kiện hiện có về khách hàng của doanh nghiệp, từ các bộ phận liên quan (Marketing, Sales, Chăm sóc khách hàng, nghiên cứu thị trường...): có thể thu thập bằng các file dữ liệu mà các bộ phận sẵn có, thực hiện khảo sát các nhân sự về những hiểu biết khách hàng của họ.
- Tìm kiếm đến các diễn đàn, group mà số đông khách hàng tham gia các cuộc thảo luận. Hãy đọc và tìm hiểu những ý kiến, suy nghĩ, cảm xúc, vấn đề của họ liên quan đến các chủ đề mà bạn nhận thấy nó phù hợp với lĩnh vực kinh doanh của mình.
- Thực hiện khảo sát khách hàng trên quy mô mà doanh nghiệp có khả năng thực hiện được. Các phương pháp thường dùng là thảo luận nhóm, phiếu khảo sát cá nhân, phỏng vấn chuyên sâu. Lưu ý: phải đảm bảo nắm được đối tượng khách hàng mục tiêu của mình là ai?

Ví dụ như đối với digital marketing, nguồn data có thể đến từ:
- Website: sessions, time on site, bounce rate,...
- Ứng dụng mobile: screen views, time on screen, thông tin người download, ...
- Mạng xã hội: followers, like, share, comments,...
- Quảng cáo tìm kiếm / hiển thị: impression, clicks, conversion, CTR, CR,...
- Email: open rate, click rate, CTR, abuse / spam rate,...
- SMS: số SMS gửi, tỷ lệ mở, danh sách số điện thoại không gửi được,...
- Khảo sát trực tuyến, đánh giá, nhận định của khách hàng....

### Phân tích dữ liệu data để hình thành Insight
Với nguồn data đã thu thập được, cần phải phân tích, để tìm ra được những suy nghĩ, mong muốn, vấn đề ẩn sâu bên trong tâm trí của khách hàng ảnh hưởng đến quyết định lựa chọn sản phẩm, dịch vụ của bạn.các data này có ý nghĩa gì.
Có thể thấy mức độ hài lòng từ trải nghiệm của khách hàng khi mua sản phẩm hoặc dùng dịch vụ sẽ trực tiếp hoặc gián tiếp mang lại doanh thu cho doanh nghiệp. Do đó không phải tất cả mọi insight đều nhất thiết phải hướng đến việc là tạo ra doanh thu ngay lập tức mà đôi khi chỉ cần chú trọng vào việc cải thiện trải nghiệm người dùng thì sau đó họ sẽ chủ động quay lại nhiều hơn hoặc giới thiệu thêm khách hàng mới.
Dĩ nhiên, việc phân tích và giải thích dữ liệu đòi hỏi người nghiên cứu phải nhạy bén trong tìm hiểu chiều sâu thông tin, đã có sự am hiểu nhất định về đặc trưng nhân khẩu học, tâm lý học, nét văn hóa của nhóm đối tượng được nghiên cứu. Và tránh trường hợp chỉ đưa ra các nhận định đã được “người đi trước” tìm ra rồi.

### Dựa trên Insight để triển khai hành động
Sau khi đã có các insight được tạo ra từ việc phân tích các data có được thì lúc này  có thể bắt đầu dựa vào đó để đưa ra các hành động mà có thể giúp công ty hướng tới gần hơn mục tiêu kinh doanh. Đây là thời điểm mà các insight được diễn giải và phân tích từ data phải được đối chiếu lại với các đặc tính được nêu ở trên để đảm bảo rằng chúng thật sự đúng đắn và phù hợp để bạn có thể ứng dụng.
Hành động được tạo ra từ các insight sẽ khác biệt tùy theo mục tiêu mà bạn mong muốn cũng như đặc tính ngành nghề, tình hình công ty, tình hình thị trường và cũng như xu hướng. Do đó sẽ không có một chuẩn mực hay template mẫu nào cho việc này.

## Một số ứng dụng mà Customer Insight đem lại
Sự ứng dụng sẽ tùy thuộc vào đặc tính ngành, công ty, thị trường, xu hướng và do đó sẽ không có chuẩn mực chung, nhưng dưới đây là một số ứng dụng thường thấy
1. Tăng hiệu quả tiếp thị: với những hiểu biết của khách hàng, giúp tiếp cận trực tiếp với những người quan tâm, sẵn sàng chi tiêu cho sản phẩm của công ty, thay vì tiếp thị đến toàn công chúng và hy vọng rằng một số trong họ sẽ lắng nghe.
2. Xây dựng sản phẩm tốt hơn: Sử dụng thông tin chi tiết của khách hàng để cải thiện, đánh giá mức độ tác động giúp doanh nghiệp hiểu được những thứ mà họ đã thực hiện tác động như thế nào đến hành vi khách hàng và đồng thời cho phép dự đoán các phản ứng của khách hàng với những thay đổi đang được đề xuất.
3. Tăng giá trị trọn đời: đánh giá giá trị trọn đời (lifetime value) của các khách hàng và cho phép doanh nghiệp đo lường nhiều yếu tố như chi phí để có một khách hàng và tỉ lệ khách hàng ngưng sử dụng dịch vụ.
4. Phân tích khuynh hướng: giúp đoán trước hành vi trong tương lai của khách hàng dựa trên các hành động trước đây và giúp doanh nghiệp hiểu được khả năng khách hàng sẽ hành xử theo một hướng nào đó, từ đó đưa ra các chiến lược cụ thể cho từng giai đoạn phát triển.
5. Phân tích cross-sell / up-sell: xác định mối quan hệ giữa các sản phẩm và dịch vụ nhằm hiểu cách tốt nhất để kết hợp các sản phẩm. Các sản phẩm kết hợp này sau đó có thể dùng để cross-sell hoặc up-sell. Cross-sell: bán kèm thêm các sản phẩm có liên quan cho khách hàng đã mua một loại sản phẩm. Up-sell: bán một sản phẩm cùng loại nhưng cao cấp hơn sản phẩm mà khách hàng đang sử dụng.

Sau khi ứng dụng, công ty cần thiết biết được hiệu quả tạo ra từ các hành động đó như thế nào. Hoạt động đánh giá cần thiết nên thực hiện sau khi đã triển khai chiến lược. Thực hiện trả lời cho các câu hỏi dưới đây sẽ giúp doanh nghiệp thực hiện tốt việc đánh giá:
- Hiệu quả hay không hiệu quả? Đo lường như thế nào? Bằng công cụ gì? Bằng các chỉ số gì? Điều này là thứ bạn cần phải xác định rõ trước khi ứng dụng và thực thi các hoạt động đến từ insight.
- Nếu hiệu quả thì đạt được bao nhiêu phần trăm và có điều gì có thể làm tốt hơn được nữa hay không?
- Nếu không hiệu quả thì bạn đã sai điều gì? Hành động bạn kiến tạo từ insight là không hợp lý? Hay bản thân insight do bạn tạo ra đã sai? Hay là dữ liệu vốn không đáng tin cậy dẫn đến việc sai lầm từ đầu? Cần phải đi ngược lại từng công đoạn để tìm ra vấn đề.

## Tổng kết
Tổng kết lại, trong thời đại mà người mua có quá nhiều sự lựa chọn, doanh nghiệp cần hiểu được mong muốn ẩn sâu của khách hàng, giúp họ thỏa mãn những gì họ muốn, thay vì cố gắng tìm một sản phẩm để làm hài lòng khách hàng, tại sao doanh nghiệp không để cho khách hàng giúp mình chỉ ra điều họ thực sự cần thông qua chính những insight đó. Năm 2016, Alexander Wieneke và Christine Lehrer có chỉ ra rằng sự hiểu biết về customer insight là nguồn chính yếu để tạo ra lợi thế cạnh tranh cho doanh nghiệp trên thị trường . Một insight “tốt” cần phải không hiển nhiên, dựa trên nhiều nguồn data khác nhau, có khả năng ứng dụng được và ứng dụng này có khả năng thay đổi hành vi khách hàng và mang lại lợi ích chung cho cả người bán và người mua. Để tạo ra insight, bạn cần phải bắt đầu từ việc thu thập các data từ nhiều nguồn khác nhau và sau đó diễn giải các data để tạo ra các nhận định về khách hàng. Các nhận định về khách hàng này chỉ có thể được gọi là insight nếu chúng thỏa hết các đặc tính được nêu trên và chỉ khi đó bạn mới nên ứng dụng chúng vào việc tiếp thị, phát triển sản phẩm kinh doanh để cải thiện hiệu quả. Và sau khi ứng dụng thì việc đánh giá hiệu quả và thu thập dữ liệu để từ đó tiếp tục rút ra được các insight mới hơn, rõ ràng hơn.